# The Ice Follies of 1939
The Ice Follies of 1939, in Nederland uitgebracht onder de titels Sterren gaan naar Hollywood en IJsrevue van 1939, is een film uit 1939 onder regie van Reinhold Schünzel. De film gaat over twee professionele ijsschaatsers die wachten op hun grote doorbraak. Nadat ze deze na jaren nog niet hebben gekregen, besluiten ze ontslag te nemen. Om de dag niet somber te laten eindigen, trouwen ze. De dame krijgt echter niet veel later een filmcontract, maar blijkt niet getrouwd te mogen zijn zonder toestemming van de studio.

## Rolverdeling
| Acteur        | Personage                   |
| ------------- | --------------------------- |
| Joan Crawford | Mary McKay, aka Sandra Lee  |
| James Stewart | Larry Hall                  |
| Lew Ayres     | Eddie Burgess               |
| Lewis Stone   | Douglas 'Doug' Tolliver Jr. |